# Trutnov Open Air Festival
TrutnOFF Open Air Festival, dříve Trutnov Open Air Music Festival, přezdívaný jako Český Woodstock (či nazývaný prostě Trutnov; od roku 2014 TrutnOFF) je nejstarší český rockový festival, který se koná v Trutnově. První ročníky v roce 1984 a především 1987 byly rozehnány komunistickou Státní a Veřejnou bezpečností. Od roku 1990 (první povolený ročník) se festival koná v Trutnově vždy v druhé polovině srpna okolo výročí sovětské okupace 21. 8. V letech 1991 a 1998 se festival nekonal. Kvůli sporům pořadatelů s trutnovskou radnicí měl festival od roku 2016 několik ročníků přestávku. Pořadatelé v letech 2020 až 2022 i přes pandemická omezení uspořádali v Brně Na Střelnici TrutnOFF BrnoON Open Air Festival, který byl nástupcem původního trutnovského festivalu. V roce 2023 se dějiště festivalu vrátilo do Trutnova.
Festival je známý svým širokým hudebním záběrem, kdy zde na jednom pódiu vystupují zcela rozliční účinkující a mimohudebními přesahy, zejména do oblasti ekologie, politiky či náboženství. Vyznačuje se neobvyklou a neotřelou dramaturgií, přírodním prostředím a mimořádnou atmosférou, prodchnutou indiánskou filosofií a hosty ze společenského i kulturního života. Někdy je proto nazýván "festival s názorem". Jedním z pravidelných návštěvníků festivalu byl i disident, dramatik a pozdější prezident Václav Havel, který stál u jeho počátků i v době totality a v roce 2007 byl slavnostně jmenován "náčelníkem festivalu".

## Historie

### První pokusy uspořádat festival

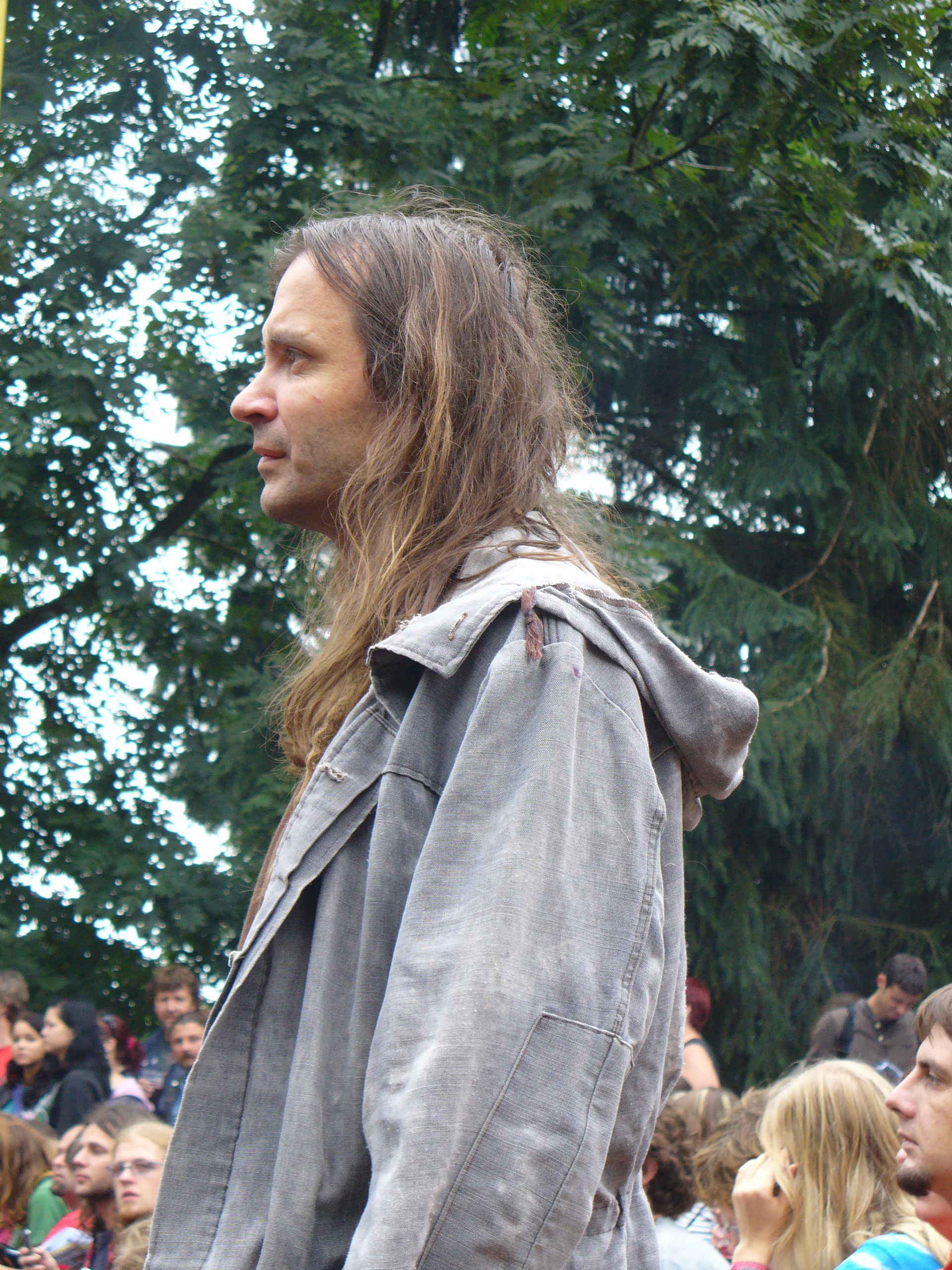
Martin Věchet

Festival se původně nazýval „Východočeský Woodstock“ a vznikl na undergroundových základech. K jeho vzniku daly podnět předcházející nezávislé aktivity, ilegální koncerty a výstavy, především pak koncert ve Starých Bukách u Trutnova roku 1984, který překazila policie. Po tomto rozehnaném festivalu se uskutečnilo na Hrádečku neformální setkání účastníků plánovaného koncertu, které k sobě na chalupu pozval Václav Havel, jenž se na místo plánovaného koncertu také dostavil.
Dalším podnětem pro vznik festivalu byl údajně koncert v Hradci Králové v roce 1986,, taktéž rozehnaný Státní bezpečností (StB). Martin Věchet, jeden z hlavních organizátorů festivalu, uvedl, že k rozhodnutí uspořádat hudební festival ho dovedl koncert Johna Mayalla v roce 1985 v Bratislavě, který na Věcheta silně zapůsobil a dokument o americkém Woodstocku, ilegálně promítaný v čekárně na vlakové zastávce.
Další inspirací byl Věchetův známý Milan "Svědek" Padevět, frontman kapely Hally Belly, který pořádal v Praze od roku 1986 undergroundové koncerty (mimo Hally Belly na nich vystoupily například Tři sestry). Později dostal nápad uspořádat celý festival kapel, které tehdy nemohly vystupovat.
Poté se Věchet spolu s Františkem "Čuňasem" Stárkem rozhodli v roce 1987 uspořádat festival "zakázané kultury" ve Volanově u Trutnova na Věchetově soukromém pozemku. I tento festival ovšem překazila akce StB, která návštěvníky rozehnala, pozemek postříkala močůvkou, od domu nechala odpojit elektrický proud, celé město i místo konání obklíčila a organizátory (mj. Věcheta a Stárka) pozatýkala. I tentokrát pomohl organizátorům Václav Havel, když je na své chalupě na Hrádečku nechal ukrýt aparaturu.

### Legální ročníky
Prvním oficiálním a povoleným ročníkem se tak stal Východočeský Woodstock 1990 jako jeden z prvních hudebních festivalů pod širým nebem v polistopadovém Československu. Konal se v parku na jižní okraji Trutnova zvaném Bojiště, po pravé straně silnice od Jaroměře, poblíže místa kde v roce 1866 proběhla jedna z bitev Prusko-rakouské války (odtud název Bojiště). Hlavni pódium je umístěno v prostorách letního kina. To má tvar amfiteátru, což poskytuje návštěvníkům dobrou akustiku a místa k sezení.
Významných hostem prvního povoleného ročníku festivalu byl v roce 1990 tehdejší prezident republiky Václav Havel, jenž se zúčastnil už akcí v letech 1984 a 1987, kdy uprchlí účastníci koncertu našli útočiště na jeho chalupě v Hrádečku, a festival pravidelně dál navštěvoval až do své smrti. Mezi účinkujícími v tomto roce byli mj. Kuličky, Psí vojáci, Pavel Dobeš, Sváťa Karásek, Dáša Vokatá, Garáž nebo Jim Čert.
V roce 1990 nebylo úmyslem pořadatelů s festivalem každoročně pokračovat a vytvořit z něho tradici, jak je známá dnes. V roce 1991 se akce neuskutečnila; festival byl obnoven v roce 1992 v reakci na policejní zásah v trutnovském klubu End.
Od té doby se festival koná pravidelně každý rok třetí víkend v srpnu.. Od roku 1990 do roku 2013 byl za první ročník festivalu považován rozehnaný festival ve Volanově, od roku 2014 organizátoři tvrdí, že prvním ročníkem byl již (rovněž neuskutečněný) koncert ve Starých Bukách v roce 1984. Zatímco v roce 2012 festival slavil 25. výročí, v roce 2014 organizátoři ohlásili 30. výročí.
Od roku 1993 na festivalu hráli i zahraniční hosté.
V roce 1998 pořadatelé vyhlásili roční přestávku a zakladatel festivalu Martin Věchet odjel navštívit indiány. Toho využila skupina obchodníků, která v areálu uspořádala podobný festival, který se pokoušeli vydávat za původní festival. Na to reagovali pořadatelé výzvou tzv. k "Festivalové neposlušnosti", na kterou tehdy reagovaly tisíce lidí a desítky kapel, kteří odmítli na "ukradený" festival přijet a zahrát. Bojiště nakonec tři dny zaléval déšť a na místo přijelo asi 1500 návštěvníků.
Od roku 1995 byl každý ročník někomu či něčemu věnován - např. ekologickým iniciativám či Karlu Krylovi. V roce 2007 byl Václav Havel jmenován "náčelníkem festivalu". Pocta jej tehdy dojala. Podle serveru iDNES.cz Havel v Trutnově "sklízel aplaus větší než sebezářivější rockové hvězdy". O rok později byl na festival pozván Pierre Brice, představitel filmového Vinnetoua, a byl jmenován "náčelníkem spřáteleného kmene". (V roce 2013 na festival dorazil znovu.) V roce 2009 byla na festivalu korunována za "královnu festivalového kmene" Eva Pilarová.
Festival byl od svých počátků v Trutnově a byl i nadále v Brně pořádán bez nadnárodních sponzorů. Od roku 2011 festival finančně podporoval podnikatel Zdeněk Bakala. Podle Martina Věcheta bylo díky jeho podpoře možné zvát na festival zahraniční hvězdy, které by jinak nebylo možné zaplatit. Festival finančně podpořil také Karel Janeček.
Dcera zakladatele festivalu Marta Vrbová Věchetová v rozhovoru pro MfDnes a iDnes 17. srpna 2023 uvedla: "Jak známo, festival v Trutnově pořádáme bez ministerských či krajských dotací nebo nadnárodních sponzorů, a tak téměř čtyřicet let existuje především díky lidem. S celosvětově známými kapelami jako The Prodigy, Korn, Faith No More, Iggy Pop, Patti Smith nebo Manic Street Preachers a dalšími je to asi unikát. Vlastně náš festival je ryzí kapitalismus. Bez veřejných podpor. Děkujeme za to všem, kteří nás zakoupením vstupenky dříve i nyní podporují. Je to kmen. Jak jsme se přesvědčili v Brně, známá atmosféra festivalu je přenositelná."
"Odvážím se říct, že jsme úplně jiný festival než ostatní. Má zcela jiné kořeny než to obrovské množství akcí, které se dnes odehrávají. Jsou hlavně založené na komerčním základě byznysu a jsou v podstatě průmyslem zábavy. Náš festival nevznikl z potřeby vydělávat. Nevznikl proto, aby vytvářel platformu byznysu, ale vznikl z potřeby solidárnosti a vytváření svobodného prostoru. Být nezávislý, bez ohledu na to, kdo tady vládne. Tenhle duch pospolitost a souznění se táhne až do dnešních dnů," uvedl v rozhovoru pro Deník Věchet k hodnotám, na nichž festival vyrostl.

### Spekulace ostěhování

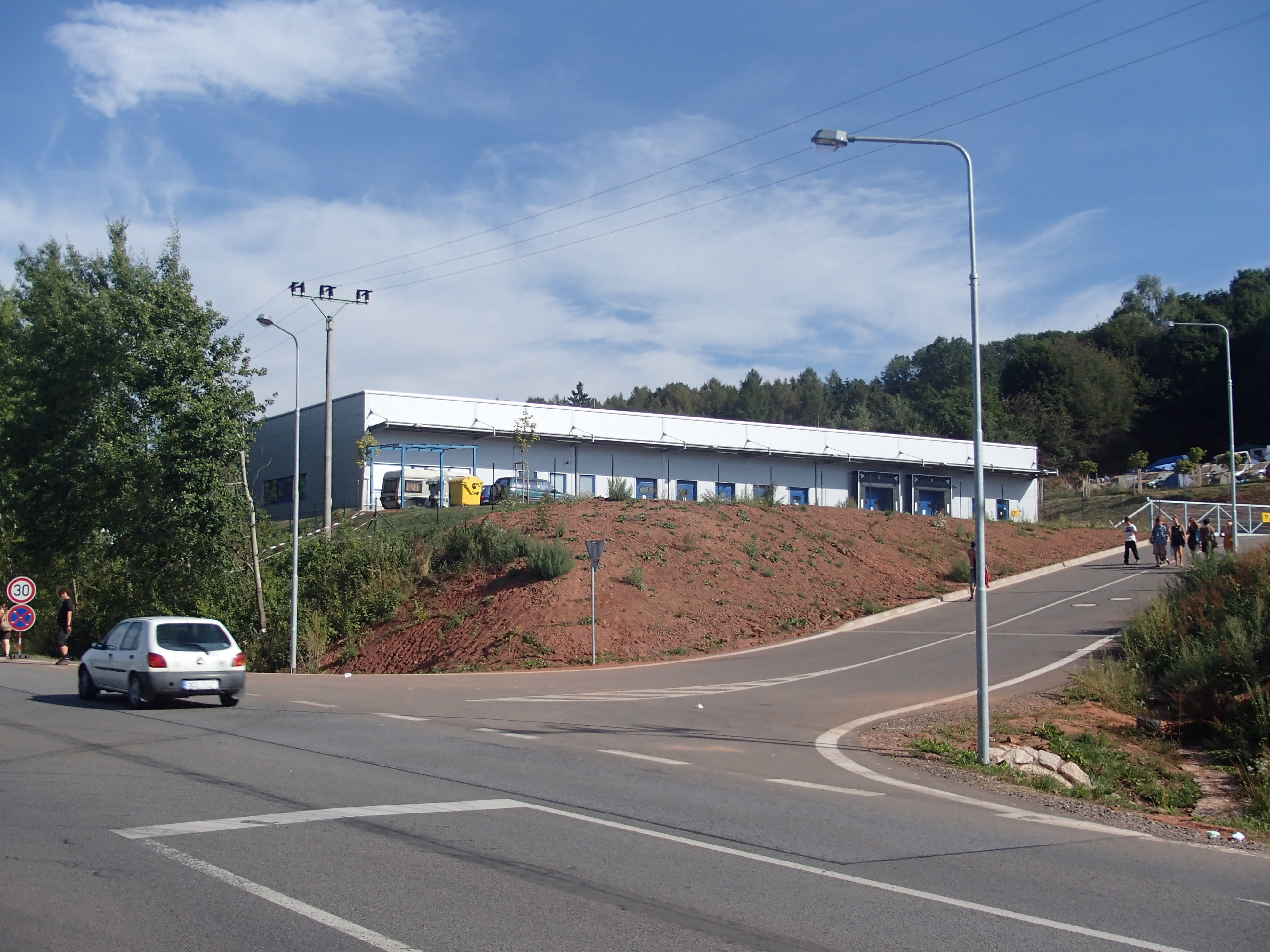
Budova České pošty v místech, kde stanovali návštěvníci trutnovského festivalu

Přibližně od roku 2008 se spekulovalo o tom, že se festival bude stěhovat ze svého tradičního místa konání na Bojišti, některé ročníky byly dokonce označovány jako "poslední na Bojišti". Důvodem mělo být zastavění pozemků, na kterých stanovali návštěvníci festivalu. V roce 2012 byla na louce, kde návštěvníci stanovali a v místech hlavní brány do festivalového campu, opravdu postavena první betonová stavba. Zakladatel festivalu Martin Věchet v roce 2011 prohlásil, že "Bojiště nemá budoucnost, alespoň ne tu festivalovou." Podle starosty Trutnova Ivana Adamce (ODS) je ale v okolí festivalového areálu dostatek jiných luk, takže stěhování festivalu nehrozilo. „Samotný areál Bojiště s jediným pódiem a bez možnosti stanování, obklopený domy a komerční zástavbou dnes samozřejmě potřebám festivalu nemůže stačit. Festival potřebuje louky, lesy a prostor, nikoliv zástavbu," uvedl Věchet v roce 2012.
Od roku 2014 se festival nazýval Trutnoff v reakci na to, že radnice města údajně dál prodávala pozemky, na kterých se festival konal, a tím akci ohrožovala.
Novým dějištěm festivalu se měl stát areál bývalé vojenské základny Na Prachárně, asi 1 km od západního okraje Trutnova. Ke stěhování však nedošlo. I přesto, že organizátory starosta města Adamec tři roky ujišťoval, že se v žádném případě pozemky Na Prachárně nebudou prodávat a vyzval pořadatele k podání žádosti na pronájem pozemků, během krátké doby je radnice přes všechna ujišťování prodala k podnikatelským účelům. Pořadatelé festivalu sice nabídli nejvyšší cenu, avšak propásli termín odevzdání nabídek; proto byly pozemky prodány jinému subjektu, který měl v úmyslu v areálu vybudovat solární elektrárnu. Ten posléze nabídl pořadatelům pozemky k pronájmu za symbolickou cenu pod podmínkou, že areál zrekonstruují.
Pořadatelé odmítli investovat vysoké náklady do majetku, který jim nepatří; sluneční elektrárna na místě nestojí dodnes.

### Konec festivalu v Trutnově, pokus o „Zahradní slavnost“ a přesun do Brna
K 31. 12. 2016 skončila nájemní smlouva na areál Bojiště mezi městem a společností Misservice, od které si organizátoři Bojiště každoročně po dobu trvání festivalu pronajímali. Radnice vyzvala občany, aby zasílali návrhy, jak s areálem naložit. Organizátoři mezi tím nemohli připravovat další ročník festivalu, neboť nevěděli, kdo bude Bojiště vlastnit a zdali tam bude možné nadále pořádat festivaly. Žádný ze šesti návrhů od občanů radnice neschválila a rozhodla se až do rozhodnutí o dalším využití areálu provozovat a spravovat Bojiště sama. O tom se organizátoři festivalu dozvěděli v únoru 2017, což bylo podle nich příliš pozdě na zahájení připrav festivalu.
Jakousi náhradou se měla stát „Zahradní slavnost“, menší festival ve Velkých Svatoňovicích pro cca 3000 lidí na soukromém pozemku Martina Věcheta. Tento plán ale nevyšel, proto se organizátoři pokusili akci přesunout do Mladých Buků, kde narazili na odpor místního zastupitelstva, které schválilo řadu vyhlášek, které konání festivalu znemožnily. Martin Věchet oznámil, že pauza by měla být pouze roční, a v roce 2018 počítá s dalším ročníkem festivalu.
Od 1. dubna 2018 má Bojiště pronajaté firma Bojiště s. r. o. na deset let. Součástí nájemní smlouvy byla podmínka, že umožní konání festivalu. I přesto se festival v roce 2018 nekonal. Věchet uvedl, že v situaci, kdy jsou pozemky, na kterých se koná festival, vyčleněny jako stavební parcely a nabízeny k prodeji, nemá festival na stávajícím místě perspektivu, neboť k zastavění území může dojít prakticky kdykoliv, zatímco známé zahraniční kapely se musejí nasmlouvat i několik let dopředu. Dále řekl, že chuť pořádat další ročníky mu nechybí, a že dostal dvacet nabídek, kam by se festival mohl přestěhovat. Nejdále se dostala jednání s představiteli Strážnice a Brna.
V srpnu 2018 vyšla v České televizi zpráva, že se "trutnovský festival může přesunout do Brna". „Brnu by tento typ festivalu slušel. Velmi bych to vítal. Dohodli jsme se, že budeme v jednáních pokračovat a uvidíme, jak budeme úspěšní. Bavili jsme se o třech místech,“ uvedl k vyjednávání primátor Brna Petr Vokřál.
Po komunálních volbách na podzim 2018 se objevilo v koaliční smlouvě města Brna pořádání festivalu v pisáreckém údolí řeky Svratky nedaleko pavilonu Anthropos. Organizátoři chtěli první tamní ročník uspořádat už v roce 2019, ale v zájmu důkladné přípravy se dohodli s vedením města na prvním konání kolem 21. srpna 2020.
Festival nakonec proběhl ve dnech 21. až 23. srpna 2020 pod názvem Trutnoff Brnoon Open Air Festival. Z důvodu omezení v souvislosti s pandemií covidu-19 se akce konala pouze v omezeném rozsahu pro tisíc návštěvníků, a bez účasti zahraničních kapel. V podobném režimu se konal festival i v roce 2021. V roce 2022 se konal již bez covidových omezení a se zahraničními kapelami.

### Návrat do Trutnova
Po volbách do zastupitelstev obcí 2022 nové brněnské zastupitelstvo rozhodlo, že festival nebude již finančně podporovat a v areálu vybuduje sportoviště. V březnu 2023 pořadatelé po domluvě s novým starostou oznámili, že se festival vrací zpátky do Trutnova. Na festivalu vystoupili například Laibach, Therapy?, Asian Dub Foundation, The Rumjacks nebo Andrew Tosh. Hudební publicista Ondřej Bezr návrat na místo konání označil za "comeback roku" a "návrat ve velkém stylu".

## Program

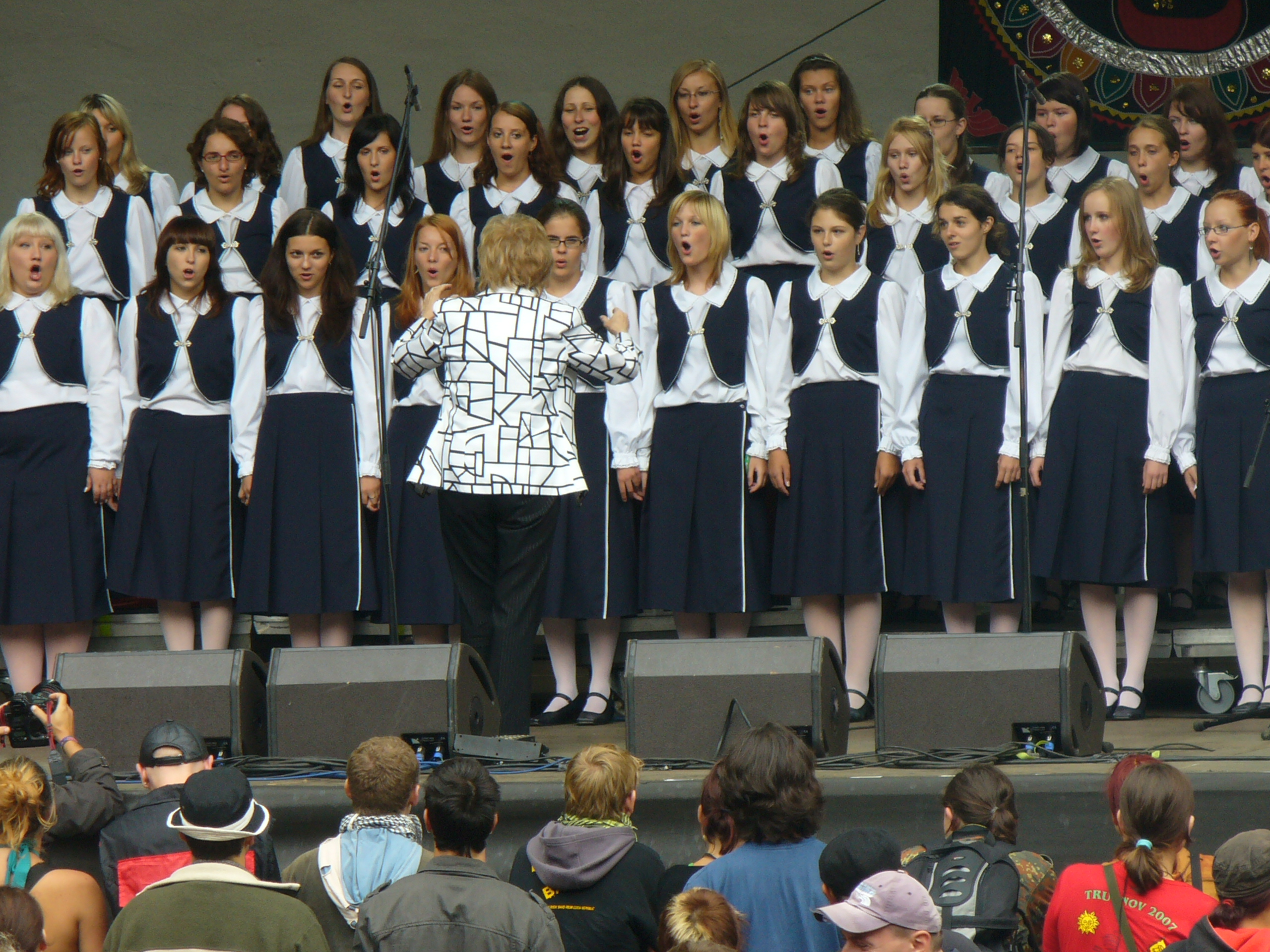
Bambini di Praga na festivalu v roce 2007

Festival je zahajován několika koncerty ve čtvrtek večer, hlavní produkce se rozbíhá v pátek po poledni. Program končil v noci z neděle na pondělí.
Jádro programu tvoří čeští interpreti, často spjatí s hudební alternativou a undergroundem, jako například The Plastic People of the Universe, Garáž či Jiří Schmitzer, a tradičně velký prostor dostávají punkové kapely jako N.V.Ú., Visací zámek či E!E. Od roku 1993 na festivalu hráli i zahraniční hosté; účinkovali zde např. Faith No More (1997, USA), Iggy Pop (2011, USA), KoЯn (2012, USA), Patti Smith (2014, USA), The Prodigy (2015, GB), Parov Stelar (2016, A), Skunk Anansie (2016, GB), Sisters of Mercy (2022, GB), John Mayall (2013, GB/USA), Sepultura (Bra), Cavalera Conspiracy (USA/Bra), Manic Street Preachers (GB), Motörhead (GB), Reef (GB), The Subways (GB), Gojira (FR), Julian Marley (USA/JAM), Stephen Marley (USA/JAM), The Dhol Foundation (GB/India), Soulfly (Bra), Fun'Da'Mental (GB), Fear Factory (USA), Rachid Taha (DZ/FR), Sick of It All (USA), Suicidal Tendencies (USA), A. Cohen (CAN), Irie Revoltés (D), Dog Eat Dog (USA), Kreator (2014, D), Primal Scream (GB), Flogging Molly (2024, USA), The Jesus an Mary Chain (2024, GB-SCT) a další. Každoročně festival hostil i účinkující, vybočující z rockového či undergroundového ducha festivalu, byli však obvykle vřele přijati. Jedním z prvních byli Petr Novák a G&B nebo Banjo Band Ivana Mládka (1995, 2000, 2007, 2011), následně Marta Kubišová (1999, 2007, 2012), Václav Neckář (2001), Waldemar Matuška (2002), Eva Pilarová, Petr Spálený, Pavel Bobek, Jiří Suchý nebo Bambini di Praga (2007) či Václav Hybš s orchestrem. Většina těchto výjimečných koncertů skončila velkým úspěchem. Například Eva Pilarová jej označila za svůj životní ve své kariéře. Podobně hovořili i Waldemar Matuška, Jiří Suchý či Václav Neckář, kterého vystoupení na festivalu v roce 2001 vrátilo na hudební pódia. Několik účinkujících (např. Alkehol, Ilona Csáková či Chaozz) však bylo vypískáno či "vykelímkováno".

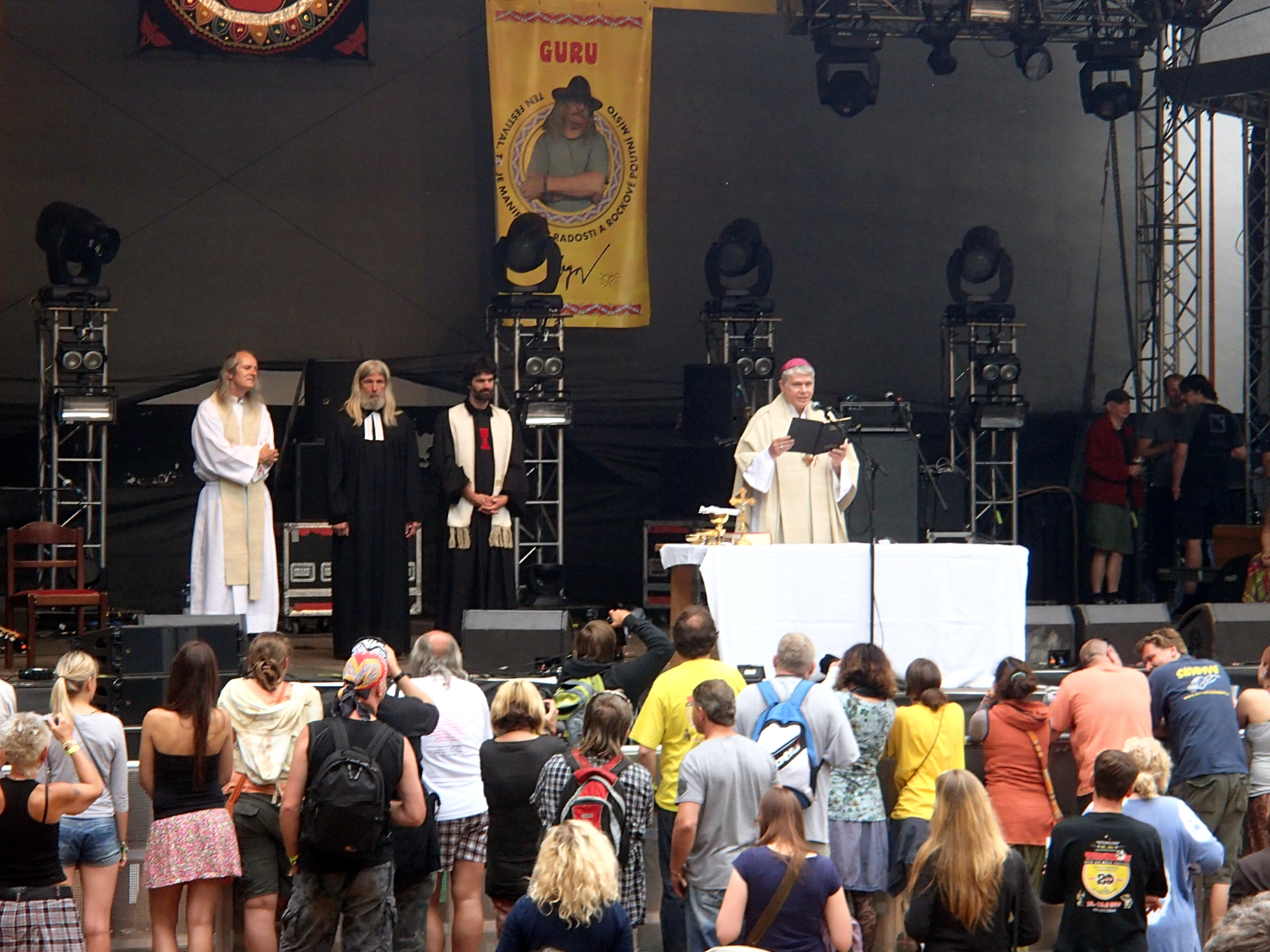
Ekumenická bohuslužba za Václava Havla na hlavním pódiu v roce 2012

Hudební program je rozložen na čtyři pódia (Hlavní scéna, Druhá scéna, Undergroundový stan I. M. M. Jirouse a Alternativní a meditační scéna, kde vystupovali téměř výlučně mniši Hare Kršna, později ale i rockové kapely a konají se zde i přednášky), kde se vystupující střídají po půlhodinách až hodinách. Hlavní pódium patří hlavním hostům festivalu, na vedlejších scénách je možné navštívit vystoupení spíše menších a alternativních hudebních uskupení. Později zde však vystupovali i zahraniční skupiny. Rozmístění kapel na pódiích a informace o vystupujících lze zjistit z Festivalového samizdatu s programem, který si návštěvník může koupit u hlavní vstupní brány; tyto informace se tradičně nezveřejňují předem. V samizdatu je také plánek festivalového městečka, úvodníky, rozhovory, komiksy, ekologické a vzpomínkové rubriky, představení činnosti občanských iniciativ, ukázky komunistických textů ale třeba i festivalová kuchařka s dalšími články související s festivalem a jeho účinkujícími.
TrutnOFF je také známý svou mimohudební stránkou, odkazující k indické či indiánské mystice. Na hlavním pódiu každý rok probíhají katolické i evangelické bohoslužby, jedno z pódií je vyhrazeno pro hnutí Hare Krišna. Dále se ve stáncích na festivalu prezentují nevládní nezávislé skupiny (mezi jinými Hnutí Duha, Nesehnutí, Greenpeace, nebo Konopa), které nabízejí tištěné materiály, filmy, besedy, fotografie a workshopy.
V roce 2009 věnovali pořadatelé (prostřednictvím Václava Havla) dárek americkému prezidentovi Obamovi a jeho ženě Michell - trička se symboly festivalu a vyobrazením Václava Havla z disidentských dob.
TrutnOFF Open Air Festival od počátku odmítal sponzory, aby si "zachoval svoji nezávislost a svobodného ducha". V areálu nejsou k vidění žádné nafukovací reklamní předměty. Na jeho pódiích nevisí žádná loga nadnárodních korporací, ale jen název festivalu a od roku 1999 pouze symbol s vyobrazením Pána Vesmiru, později portréty s citáty "náčelníka" festivalu Václava Havla s čelenkou a "gurua undergroundu" Ivana Martina Magora Jirouse. Pódia po stranách zdobí postavy indiánských válečníků.
Trutnov Open Air Festival má také výrazné protikomunistické zaměření, stejně tak jej mělo i jeho pokračování v Brně TrutnOFF BrnoON - mimo jiné na něj tradičně nejsou zváni interpreti, kteří se zkompromitovali spolupráci s komunistickou Státní bezpečností (např. Jim Čert, Jaromír Nohavica či Ondřej Hejma). Pokud však věrohodně vysvětlili za jakých okolností byli ke spolupráci donuceni a vyjádřili se o tom do Festivalového samizdatu, nic nebránilo jejich vystoupení, jako tomu bylo například v případě Hany a Petra Ulrychových s kapelou Javory.
Po celém areálu jsou rozmístěny čajovny, prodejní stánky s jídlem, oblečením a festivalovými suvenýry včetně teepee a zázemí pro děti. Na festivalu je ve velké míře neobvykle zastoupena i vegetariánská strava. V areálu byla rovněž umístěna "Zeď nářků, proseb a modliteb". Zajištěna je požární ochrana a zdravotnická služba. Návštěvníci mohou stanovat ve stanovém městečku na louce, oddělené od Bojiště plotem s vedlejšími vstupními branami. Stanování i parkování je v ceně vstupenky.

## Atmosféra a duch festivalu
TrutnOFF Open Air Festival je často nazýván "kultovním" a srovnáván s legendárním Woodstockem. Také je chválen za svoji unikátní atmosféru. Například podle Karla Heřmana, zpěváka kapely Čankišou, "V Trutnově je každoročně výborná atmosféra, kterou může závidět většina tuzemských festivalů". Miroslav Wanek z kapely Už jsme doma uvedl "[Trutnov] Open Air má historii a tradici, jakou se žádná jiná podobná akce v Česku nikdy nebude moci pochlubit." Podle Anny Mašátové z Full Moon Magazine "celkový dojem [...] zůstává pozitivní. Skvělé počasí, velmi slušný výběr jídla, bezesné dny a noci naplněné nevyváženou, ale fungující dramaturgií. Jinde by asi neprošla, tady si však cimbálovka zahraje soundtrack Vinnetoua a fanoušci už ji nepustí z pódia."
Atmosféra na festivalu bývá někdy nazývána "Duch festivalu". Podle serveru aktuálně.cz "Mnoho lidí na trutnovský festival nejezdí kvůli kapelám (jejichž složení se výrazně neliší od dalších domácích festivalů), ale spíše kvůli indiánskému nádechu i stále živenému odkazu disentu, z jehož kořenů celá akce původně vzešla." Antonín Viktora z Mladé Fronty DNES zase napsal: specifická atmosféra a prostředí naplněné odkazy na indiánskou kulturu a určité vyšší hodnoty odlišuje [Trutnov] od všech ostatních velkých hudebních akcí v Česku. Pro mnoho příznivců je to důležitější než kapely, které zde vystupují.
"Bez Pána Vesmíru by se tady nic neotočilo, festival je především o momentech setkání [...]. Ten Festival neni jen o hudbě, ale on má i takový duchovní rozměr. Střetávají se tam různé kultury. To si myslím, že se vznáší nad celým duchem festivalu jako taková vzácná aura, kterou je třeba hýčkat a která nás inspiruje k dalším ročníkům. Kdyby to bylo jen o hudbě, jenom udělat nějaký festival, kde zahrají kapely a odjedou, tak by mě to už dávno nebavilo a už to dávno neděláme. Poctou nám je i to, že mnozí z hudebníků zůstávají v Trutnově v našem podhorském ležení celé tři dny," uvedl Martin Věchet v pořadu Krásný ztráty (2011).
Novinář Petr Záleský v roce 2023 napsal: "Ať už si zakladatel Martin Věchet pod pojmem „spiklenecká pospolitost“ představuje cokoli, atmosféra festivalu na Bojišti je skutečně diametrálně odlišná od všech ostatních hudebních přehlídek. Muzika má hlavní roli, ale diváci jsou schopní vstřebat třeba i čtyřicetiminutovou monotónní mantru „Hare Krišna Hare Krišna Krišna Krišna Hare Hare“, poté kytarovou modlitbu, údernou partu Dřevěné pytlí v jutových uhlích, vzápětí bluegrass Roberta Křesťana a nakonec i noční rockování Pražského výběru."

## Vstupenky

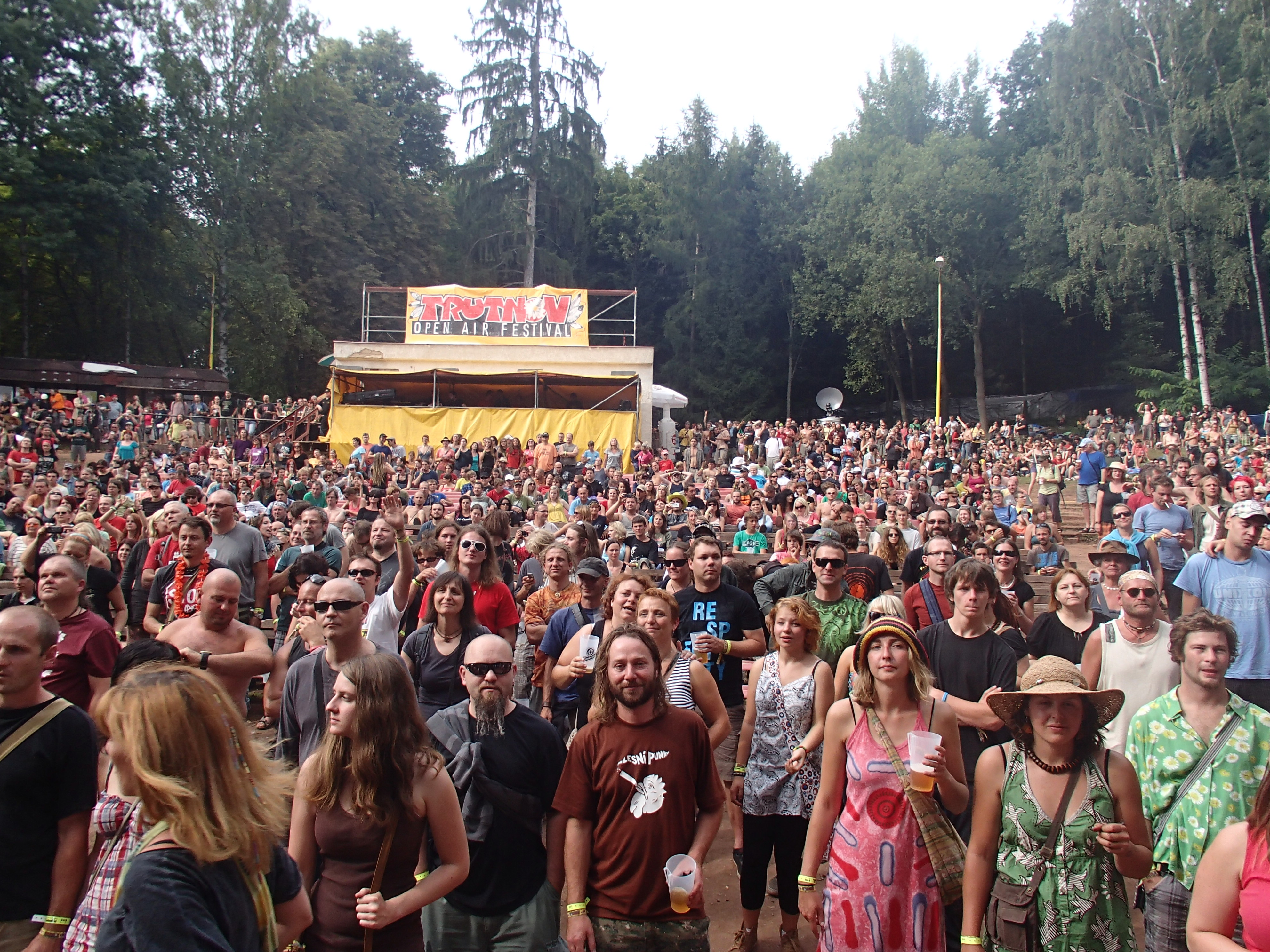
Pohled od hlavní scény do hlediště

Na trutnovský festival se neprodávaly vstupenky na jednotlivé dny, pouze lístky na celý festival. V roce 2012 byla cena vstupenek 980 Kč (na dobírku), 1080 Kč (v předprodeji) a 1200 Kč (u pokladny na místě). Vstupenky bývaly barevně graficky zpracovány, pořadatelé si je vyráběli sami a nebyly distribuovány přes běžné komerční sítě. V současnosti jsou rozesílány v elektronické podobě. Cena vstupenky zahrnuje i stanování a parkování.
Návštěvnost trutnovského festivalu se v minulosti pohybovala kolem 15 000 - 25 000 lidí. V posledních letech konání ale organizátoři počty návštěvníků nezveřejňují, na protest proti falšování a zkreslování těchto údajů na jiných festivalech. V roce 2012 pořadatelé oznámili, že ten rok navštívilo festival nejvíce lidí za poslední čtyři roky.
Na skupinové fotce zaplněného amfiteátru před hlavní scénou v roce 2008 bylo napočítáno 3995 lidí hledících do objektivu a fotografie se zapsala do české knihy rekordů jako největší skupinové foto.

## Kritika a kontroverze
Podle novináře Haló novin Josefa Petrů na festival jezdí "společenství mariahuanářů, hledačů nirvány a reinkarnací a evidentní nevázanosti v mravech, jež je obrazem této doby." a "[...] občané Trutnova mají [festivalu] vcelku plné zuby nejen kvůli překračování decibelů".
V roce 2005 aktivista Stanislav Penc zatelefonoval z hlavního pódia festivalu tehdejšímu premiérovi Jiřímu Paroubkovi, a poté nahlas přečetl jeho telefonní číslo s výzvou, aby mu lidé volali kvůli technoparty CzechTek, kterou brutálně rozehnala policie. Paroubkovi pak podle jeho slov přišlo na telefon několik set anonymních telefonátů a SMS, které obsahovaly i vulgarity a výhrůžky. Proto podal na Pence stížnost pro možný přestupek proti občanskému soužití. Městský úřad v Trutnově Paroubkovu stížnost zamítl.
Nejtvrdší spory měli pořadatelé festivalu s trutnovským zastupitelstvem, zejména pak s Ivanem Adamcem, který byl v letech 1998 - 2021 trutnovským starostou. Původně byly vztahy organizátorů s radnicí dobré, ale pak začal Martin Věchet psát články kritické k vedení města, a vztahy výrazně ochladly. Starosta Adamec odmítl, že by chtěl festival zničit. Prohlásil, že Věchet lže a snaží se kritikou odvrátit pozornost od ekonomických problémů festivalu. Dále obvinil Věcheta z pokrytectví a ze zrady ideálů, na nichž je festival založen.
V dubnu 2010 se trutnovské zastupitelstvo usneslo, že bývalému prezidentovi Václavu Havlovi udělí Kulturní cenu a čestné občanství. Havlova chalupa na Hrádečku u Trutnova bývala centrem neoficiální kultury; rovněž zde Havel psal své divadelní hry. Starosta Adamec řekl, že co se týče formy předání vyznamenání, přizpůsobí se Havlovým návrhům. Havel vyjádřil své přání přijmout cenu na festivalu. Zastupitelé tento návrh kategoricky odmítli, neboť jim prostředí festivalu připadlo nedůstojné. Podle Adamce "když tam [Havel] mlátí jako dvacetiletá mánička do barelu a kolem běhá nahý Magor Jirous, tak to mi jako vhodné prostředí pro předávání nejvyššího městského ocenění nepřipadá." Adamec dále pohrozil, že bude-li Havel trvat na předání na festivalu, zastupitelstvo mu cenu i čestné občanství jednoduše zabalí a raději pošle poštou: "Když si někdo najde čas na návštěvu festivalu, tak by si podle mě mohl najít i hodinku na přebrání čestného občanství na radnici. A pokud ne, tak obě ocenění zabalíme a pošleme je Václavu Havlovi jednoduše poštou. A bude to vyřešené," řekl Adamec. Havel nakonec ocenění převzal v trutnovském společenském centru Uffo, ale nezúčastnil se slavnostního rautu s místními politiky a kulturními činovníky. Místo toho odjel s organizátory festivalu do hospody, kde pro něj Martin Věchet připravil koncert několika undergroundových kapel.
V roce 2012 dostali pořadatelé Trutnova pokutu 150 000 korun za příliš hlučnou produkci. Pořadatelé se proti uložené pokutě odvolali, ministerstvo zdravotnictví ji ale potvrdilo.
V červenci 2012 vznikla na facebooku skupina Sere mě Trutnov Open Air, vedená hudebníkem Matějem Dostálkem, který v minulosti na festivalu vystupoval. Stránka sdružuje lidi nespokojené s festivalem či s jeho prezentací. Podle Dostálka je filosofie festivalu falešná, parazituje na ideálech, jimiž se ohání, a hrají tam stále ti samí interpreti. Rok po svém založení měla skupina 106 členů. Od roku 2012 nejsou ve skupině žádné nové příspěvky.
Jiří Štefek z Reflexu v květnu 2018 kritizoval Věcheta za mlžení okolo dalšího osudu festivalu a za pokračující spory s radnicí města, a dodal „Je čas si to na rovinu přiznat, jedna „epocha“ zkrátka skončila. Když se nebyl Věchet ve svém městě schopen nějak džentlmensky dohodnout loni ani letos, nezvládne to už ani příště. Zkrátka nikdy.“
Server g.cz v roce 2014 festival kritizoval kvůli podprůměrné dramaturgii a údajně nízkým honorářům pro vystupující umělce.
Podle hudebního publicisty Ondřeje Bezra za většinu problémů festivalu může sám Věchet, který má „mimořádnou schopnost dělat si nepřátele. Možná i tam, kde by to vůbec nebylo nutné." Ale dále dodává: "Jenže – kdyby dopředu domýšlel všechny své kroky, nebyl by to Martin Věchet. Jasně, nedošlo by například k loňské aféře se společným videem s Miloušem Jakešem. Ale nejspíš by taky nikdy žádný trutnovský festival nevznikl. Protože kdyby v roce 1987 Věchet věděl, jaké bude mít po pokusu o pořádání „východočeského Woodstocku“ oplétačky s policajty, a zachoval se jako 99 procent Čechů, chroupal by radši buráky u televize.
"Martin je duší festivalu, je jeho tvůrcem, uměleckým vedoucím, autorem, spisovatelem. Všechno vymyslí, protlačí své bláznivé nápady a já se pak snažím, aby to vše klaplo, dopadlo, proběhlo. Těžké je, že Martin je v podstatě neorganizovatelný. Moc neposlouchá, a navíc jeho vnímání času je jak z jiné planety. Člověk musí být připraven pracovat 24 hodin denně," uvedla v srpnu 2020 v rozhovoru pro Lidové noviny spoluorganizátorka festivalu Eva Navrátilová.

### Aféra s údajným pozváním Miloše Jakeše
V roce 2016 se Věchet a Stárek zúčastnili natáčení dokumentu Milda o bývalém generálním tajemníkovi ÚV KSČ Milošovi Jakešovi. Režisér je přizval k natáčení, protože chtěl Jakeše konfrontovat s lidmi, kterým komunistický režim nějakým způsobem ublížil. Věchet se podle svých slov šel Jakeše zeptat, proč nechal v roce 1987 rozehnat první ročník festivalu, proč potlačoval nezávislou kulturu a perzekvoval umělce. Jakeš Věchetovi stále odporoval, až mu Věchet nakonec v nadsázce řekl, ať se tedy na festival přijede podívat a přesvědčí se sám, kdo jsou návštěvníci festivalu a jaké umění chtěl zakazovat.
Třičtvrtěhodinový záznam z natáčení unikl na internet, a Stanislav Penc (který má s Věchetem spory) rozšířil prostřednictvím facebooku jeho část sestříhanou tak, aby vzbuzovala dojem, že se Věchet s Jakešem přátelí a že pozval Jakeše na festival jako čestného hosta. Toto video pobouřilo část návštěvníků festivalu i veřejnosti a několik kapel odřeklo svou účast na festivalu. Věchet odmítl, že by Jakeše zval jako čestného hosta, a uvedl, že určitě nečekal, že by Jakeš na festival dorazil, a že reakce na tuto aféru považuje za hysterické. Jakeš na festival nepřijel.
Hudební publicista Jaroslav Špulák popsal aféru takto "... bývalý generální tajemník komunistické strany Milouš Jakeš nepřijel. [...] Šéf trutnovského festivalu Martin Věchet ho (Jakeše) údajně pozval, za což byl peskován médii, přáteli, konkurenty i návštěvníky festivalu. Ve skutečnosti ale k žádnému oficiálnímu pozvání nedošlo, jenom při rozhovoru v dokumentárním filmu Věchet řekl, aby se Jakeš přijel na festival podívat, chce-li vidět, jak se dnes mladí lidé baví.'" Mirka Spáčilová později v recenzi filmu Milda uvedla, že film dokazuje, jak byla aféra s Věchetovým pozváním Jakeše do Trutnova nafouknutá a překroucená.